# Рагім'яр-Хан
Рагім'яр-Хан, Рахім'ярхан (урду رحیم یار خان, англ. Rahim Yar Khan) — місто в провінції Пенджаб, Пакистан, та столиця округу Рагім'яр-Хан. Адміністрація міста поділяється на дев'ять союзних рад. За даними перепису 1998 року населення міста складало 233,537 чоловік. з щорічним темпом зростання 3,50 % у 2009 році нараховувалося близько 1,900,000. Станом на 2015 рік згідно з місцевим переписом у місті мешкає 863,203 особи. Площа Рагім'яр-Хана складає близько 89 км².
Хоча Рахім'ярхан знаходиться далеко від галасливих міст Карачі і Лагор але він добре пов'язаний з рештою Пакистану завдяки повітряному сполученню, залізниці та сучасним дорогам. До міста легко дістатися через найдовше шосе в Пакистані — N-5. Окрім цього на теренах міста розташовано міжнародне летовище імені Шейха Заїда.